# 水田稔
水田 稔（みずた みのる、1925年1月25日 - 2012年8月20日）は、日本の政治家。元日本社会党衆議院議員（5期）。

## 来歴
岡山県岡山市生まれ。1944年、諫早市長崎航空機乗員養成所卒。1946年、住友化学岡山工場に入る。1956年から1962年まで児島市議を務めた。1963年、岡山県議に当選して4期連続で務めて、1976年11月12日に一身上の都合で県議を辞職した。同年の総選挙で旧岡山2区から立候補して初当選。1979年の総選挙では落選するが、1980年の総選挙で返り咲いた。1993年の総選挙で落選した。その後、岡山4区から立候補の動きを見せたが、立候補しなかった。
2012年8月20日、心不全のため死去。87歳没。